# 115 Thyra
115 Thyra este un asteroid din centura principală, descoperit pe 6 august 1871, de James C. Watson.